# اشتاینبرگر
اشتاینبرگر (انگلیسی: Steinberger) شرکت تجهیزات موسیقی آمریکایی است، که در سال ۱۹۷۹ تأسیس شد.